# André Brochant de Villiers
André-Jean-François-Marie Brochant de Villiers, född 6 augusti 1772 i Château de Villiers, inte långt från Mantes-la-Ville i Frankrike, död 16 maj 1840 i Paris, var en fransk geolog och mineralog. 
1804 utsågs han till professor i geologi och mineralogi vid École des Mines. Senare blev han gruvinspektör och ledamot vid den Franska vetenskapsakademin.
De Villiers genomförde den geologiska undersökningen av Tarentaise-dalen i Franska Alperna. Han genomförd även studier vid Mont Blanc och i de blyrika trakterna av England, grevskapen Derbyshire och Cumberland. De Villiers ledde också arbetet med att ta fram en geologisk karta över Frankrike, ett arbete som till stora delar skulle utföras av hans tidigare elever, Armand Dufrénoy och Léonce Élie de Beaumont.
De Villiers avled i Paris 1840.